# Ichneumon faber
Ichneumon faber là một loài tò vò trong họ Ichneumonidae.